# Tsunami (Lied)
Tsunami ist ein Lied des kanadischen DJ-Duo Dvbbs in Zusammenarbeit mit dem US-amerikanischen DJ und Produzenten Borgeous. Der Track erschien erstmals am 19. August 2013 als Single und brachte weltweit große Erfolge ein. Das Instrumentalstück ist in den Bereich des Electro-House-Subgenres Big-Room einzuordnen. Weitere erfolgreiche Versionen erschienen gemeinsam mit Tinie Tempah, Tyga und Blasterjaxx.

## Hintergrund

### Entstehung
Die Brüder Chris und Alexandre van den Hoef produzierten gemeinsam mit Borgeous und Niles Hollowell-Dhar (KSHMR) das Lied für Sander van Doorns Plattenlabel „Doorn Records“. Nach Fertigstellung wurde es bereits früh von diesem auf seinen Auftritten gespielt, weshalb der Track schnell ins Internet gelangte und als „ID“ über zahlreiche Plattformen schwirrte. Aufgrund der ersten Promotion von van Doorn wurde der Track diesem zugeteilt, was er abstritt. Der Radio-DJ Pete Tong bestätigt am 16. August 2013 auf BBC Radio letztlich, dass der Song von Dvbbs und Borgeous sei. Tsunami erschien am 19. August 2013 auf Beatport als Single und erreichte dort bereits nach einer Woche die Spitze der Charts. Parallel feierte auch Martin Garrix mit seinem Song Animals große Erfolge, weshalb das dazugehörige Musikgenre „Big Room“ eine Art Durchbruch feierte. Beide Tracks bildeten eine Grundlage für zahlreiche folgende Lieder in der Electro-House-Szene.
Der Aufbau des Liedes basiert auf zwei Leads und zwei Drops. Nach einem 45-sekündigen Intro, der aus einem eintönigen Beat besteht, setzt die Lead ein, die steigend aggressiver auf den Big-Room-Drop hinspielt. Dieser setzt bei 1:16, nach einem kurzen „Tsunami“-Shout ein. Nach einer Wiederholung ändert sich die Melodie des Drops minimal und bei 2 Minuten beginnt die zweite Lead. Diese enthält permanente, melodische, verzerrte „Tsunami“-Rufe. Der zweite Drop setzt nach 2 Minuten und 33 Sekunden ein und wechselt bei 3:18 in das 45-sekündige Outro.
Aufgrund der Beteiligung von Niles Hollowell-Dhar intensivierte sich das Gerücht, dass dieser hauptverantwortlich für den Song sei und die Mitwirkung von Dvbbs und Borgeous sich auf gering bis gar nicht beziehen. Jedoch äußerte man sich dazu nicht weiter. Durch Tsunami wurde daraufhin eine Art Runninggag gestartet und bei unzähligen erfolgreichen und bekannten Liedern wurde die Beteiligung von Hollowell-Dhar beziehungsweise KSHMR vermutet und behauptet.

### Promotion
Auf Grund der Veröffentlichung über Sander van Doorns Plattenlabel war dieser auch der, der das Lied am meisten pushte. Erstmals gespielt wurde dies jedoch vom griechisch-belgischen DJ-Duo Dimitri Vegas & Like Mike am 6. Juli 2013 bei der EDP Beach Party in Portugal. Promotion von DJ-Größen wie Hardwell, W&W und Martin Garrix folgte. Erstmals selber spielte das Duo den Song am 28. September 2013 beim Mad Hatter’s Castle Festival in den USA. Laut Billboard ist Tsunami der meistgespielte Song beim Tomorrowland Festival 2013. Als ein sehr wichtiger Auftritt dort entpuppte sich der von Dimitri Vegas & Like Mike. Diese spielten dort einen Mash-Up mit Bruno Mars’ Locked Out of Heaven. Der Moment, an dem der Drop einsetzt, gilt als einer der Top-Momente des Festivals im Jahre 2013. Bei YouTube wurde der Auftritt mehrere hunderttausend Male aufgerufen. Am 25. Dezember 2013 fand am Leeuwarden Square in den Niederlanden eine vom roten Kreuz gesponserte Veranstaltung statt. Dort spielte das Duo das Lied live und forderten die mehreren tausend Leute auf zum Einsetzen des Drops im Takt zu springen. Der Fernsehmitschnitt verbreitete sich auf zahlreichen Internetplattformen und zählt etliche Klicks.

## Musikvideo
Das offizielle Musikvideo des Lieds wurde erstmals am 23. August 2013 auf dem offiziellen YouTube-Kanal von „Spinnin’ Records“ veröffentlicht. Es hat eine Länge von 2 Minuten und 24 Sekunden. Es zeigt zu Beginn Jongleure, Feuerspieler und Trommler, die passend zur Musik auf die Trommel schlagen. Das ganze Video spielt in einem einzigen Raum. Passend im Takt springt das Bild um und kurz vor dem Einsetzen des Drops macht eine Frau die passende Mundbewegung zum Shout „Tsunami“. Der Drop beginnt mit einem Feuerspucker und es sind Tänzer zu sehen. Passend zum Beat wird das Bild jeweils ausgeblendet. Weitere markante Personen sind Cheerleader, ein vermutlich frisch verheiratetes Ehepaar sowie Hula-Hoop-Künstlerinnen. Im gesamten Musikvideo wird durch wenig Beleuchtung eine düstere Stimmung übermittelt. Es endet mit der scheinbar einzigen Fackel, die den Raum beleuchtet und letztlich ausgepustet wird. Weder eines der Dvbbs-Mitglieder, noch Borgeous wird gezeigt. Das offizielle Musikvideo wurde bis heute über 35 Millionen Mal aufgerufen. Des Weiteren erschien ein Musikvideo welches Borgeous und Dvbbs bei verschiedenen Live-Auftritten zeigt. Mit über 177 Millionen Aufrufen weist der Original Mix nach wie vor am meisten Klicks auf. Des Weiteren wurde es über 700 Tausend Mal positiv bewertet.

## Kritiken
Tsunami erhielt fast ausschließlich positives Feedback. Wenig Kritik gab es aufgrund der Ähnlichkeit zu Martin Garrix' Animals, wobei diese mit dem typischen Big-Room-Sound erklärt wurde. Die Kritiker der Musikseite „Hitfire“ zeichneten den Song mit 7 von 10 Punkten aus und erklärten "Den Song wird man sicherlich in den nächsten Wochen auch hierzulande überall zu hören bekommen. Letztendlich ist er ähnlich stark wie „Animals“, gleicht aber eben auch mehr einer Kopie." Positive Rückmeldung erhielt das Trio unter anderem von Sebastian Wernke-Schmiesing der Musikwebseite „Dance-Charts“, der den Track als energiegeladene, epische progressive House Nummer beschrieb und diese genau den Nerv der Zeit und der Partycrowd traf. Des Weiteren galt das Lied als einer der Club-Hits des Jahres und war einer der wenigen kommerziell, weltweit erfolgreichen Big-Room-Lieder überhaupt.

## Kommerzieller Erfolg

### Chartplatzierungen
Der Song wurde kommerziell ein großer Erfolg. Das Trio erreichte in über 20 Ländern die Charts, darunter waren 12 Top-10-Platzierungen und viermal Platz eins in Belgien, Großbritannien, den Niederlanden und Schottland, wobei es sich bei UK und Schottland um die Tinie-Tempah-Version handelt. Auch in den Jahrescharts fand man den Track wieder. Auch in den Beatport-Top-100 rückten die Single für lange Zeit bis auf Platz eins vor.
| ChartsChartplatzierungen | Höchstplatzierung | Wochen |
| ------------------------ | ----------------- | ------ |
| Deutschland (GfK)        | 14 (25 Wo.)       | 25     |
| Österreich (Ö3)          | 14 (29 Wo.)       | 29     |
| Schweiz (IFPI)           | 17 (28 Wo.)       | 28     |

| ChartsJahrescharts (2014) | Platzierung |
| ------------------------- | ----------- |
| Deutschland (GfK)         | 94          |

### Auszeichnungen für Musikverkäufe
| Land/Region        | Auszeichnungen für Musikverkäufe (Land/Region, Auszeichnung, Verkäufe) | Verkäufe |
| ------------------ | ---------------------------------------------------------------------- | -------- |
| Belgien (BRMA)     | 2× Platin                                                              | 60.000   |
| Italien (FIMI)     | Gold                                                                   | 15.000   |
| Kanada (MC)        | Platin                                                                 | 80.000   |
| Niederlande (NVPI) | Gold                                                                   | 10.000   |
| Norwegen (IFPI)    | Gold                                                                   | 5.000    |
| Schweden (IFPI)    | 2× Platin                                                              | 80.000   |
| Insgesamt          | 3× Gold · 5× Platin ·                                                  | 250.000  |

## Tinie-Tempah-Version

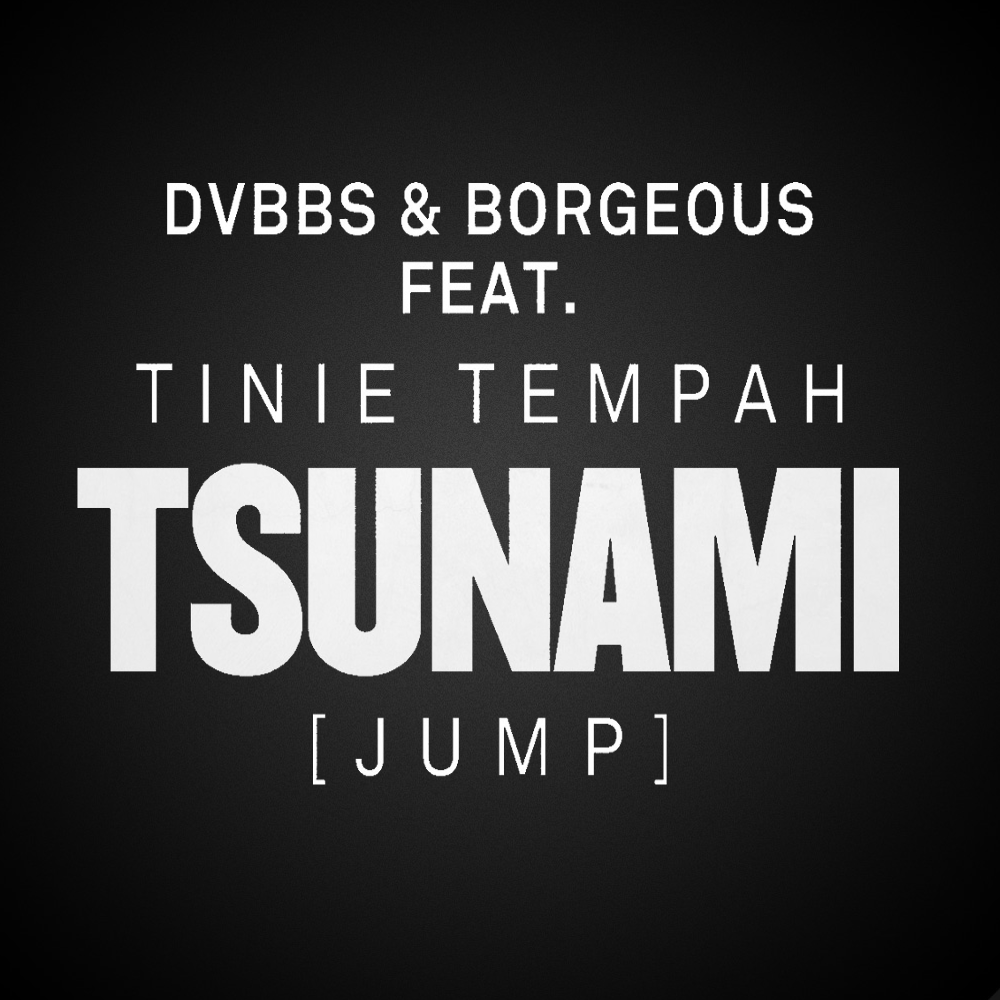
Single-Cover der Vocal-Version Tsunami (Jump)

Am 9. März 2014 veröffentlichten Dvbbs und Borgeous eine Vocal-Version des Liedes unter dem Titel Tsunami (Jump). Diese wurde in Zusammenarbeit mit dem britischen Rapper und Sänger Tinie Tempah aufgenommen. Über die Lead wurde hierbei ein Part des Rappers gelegt. Des Weiteren findet man während des zweiten Teils des Drops einen Rap-Part. Zuletzt wurde beim Einsetzen des Drops das auf Tsunami folgende Word Drop durch ein Jump ausgetauscht, was ausschlaggebend für den Titel war. Bereits früh erhielt die Version Promotion zahlreicher britischer Radiostationen wie Rinse FM, Capital Xtra oder BBC Radio. Die Single erschien über das Plattenlabel „Ministry of Sound“.

### Musikvideo
Das offizielle Musikvideo der Vocal-Version erschien erstmals am 23. Januar 2014 auf YouTube. Es wurde vom offiziellen YouTube-Kanal des Plattenlabels „Ministry of Sound“ selbst hochgeladen. Es zeigt Rapper Tinie Tempah, wie er den Text des Liedes playback singt. Auch dieses Musikvideo wurde in nur einem Raum gedreht. Neben Tempah werden auch Szenen verschiedener, sich ebenfalls in dem Raum aufhaltender Balletttänzer und Balletttänzerinnen gezeigt. Zum Einsetzen des Drops beginnt Tempah durch eine von den Tänzern gebildete Gasse zu gehen. Sobald er an ihnen vorbeigeht, fallen sie um. Auch hier wurde durch die geringe Beleuchtung eine düstere Stimmung erzeugt. Nach nur einem Jahr wurde das offizielle Musikvideo über 5 Millionen Mal aufgerufen.

### Kritik
Die Vocal-Version erhielt gemischte Kritiken. Zum einen wurden die Künstler für die Art gelobt, wie sie das aggressive Instrumental mit guten Vocals und Text mit Hintergrund kombinierten. Die Seite „Dance-Charts“ sagte: "Die additional Vocals von Tinie Tempah fügen sich perfekt in die Atmosphäre des Originals. Dadurch wird der Track unter Garantie nochmal einen Schub im Mainstream erhalten." Dennoch sagten Fans, dass durch den Gesang viel Power erloschen sei.

### Kommerzieller Erfolg
Tsunami (Jump) konnte den Erfolg von Tsunami pushen und stieg in Großbritannien und Schottland direkt auf Platz eins ein. In Australien und Neuseeland erreichten sie jeweils eine Top-10-Platzierung. In Australien erreichte Tsunami (Jump) Platin-Status. In Großbritannien erhielten sie für über 400.000 Verkaufte Einheiten eine Goldene Schallplatte. Ende des Jahres 2014 konnte man die Single ebenfalls in den offiziellen Jahrescharts wiederfinden.

#### Chartplatzierungen
| ChartsChartplatzierungen     | Höchstplatzierung | Wochen |
| ---------------------------- | ----------------- | ------ |
| Vereinigtes Königreich (OCC) | 1 (16 Wo.)        | 16     |

| ChartsJahrescharts (2014)    | Platzierung |
| ---------------------------- | ----------- |
| Vereinigtes Königreich (OCC) | 67          |

#### Auszeichnungen für Musikverkäufe
| Land/Region                  | Auszeichnungen für Musikverkäufe (Land/Region, Auszeichnung, Verkäufe) | Verkäufe |
| ---------------------------- | ---------------------------------------------------------------------- | -------- |
| Australien (ARIA)            | Platin                                                                 | 70.000   |
| Neuseeland (RMNZ)            | Gold                                                                   | 7.500    |
| Vereinigtes Königreich (BPI) | Gold                                                                   | 400.000  |
| Insgesamt                    | 2× Gold · 1× Platin ·                                                  | 477.500  |

## Tyga-Version

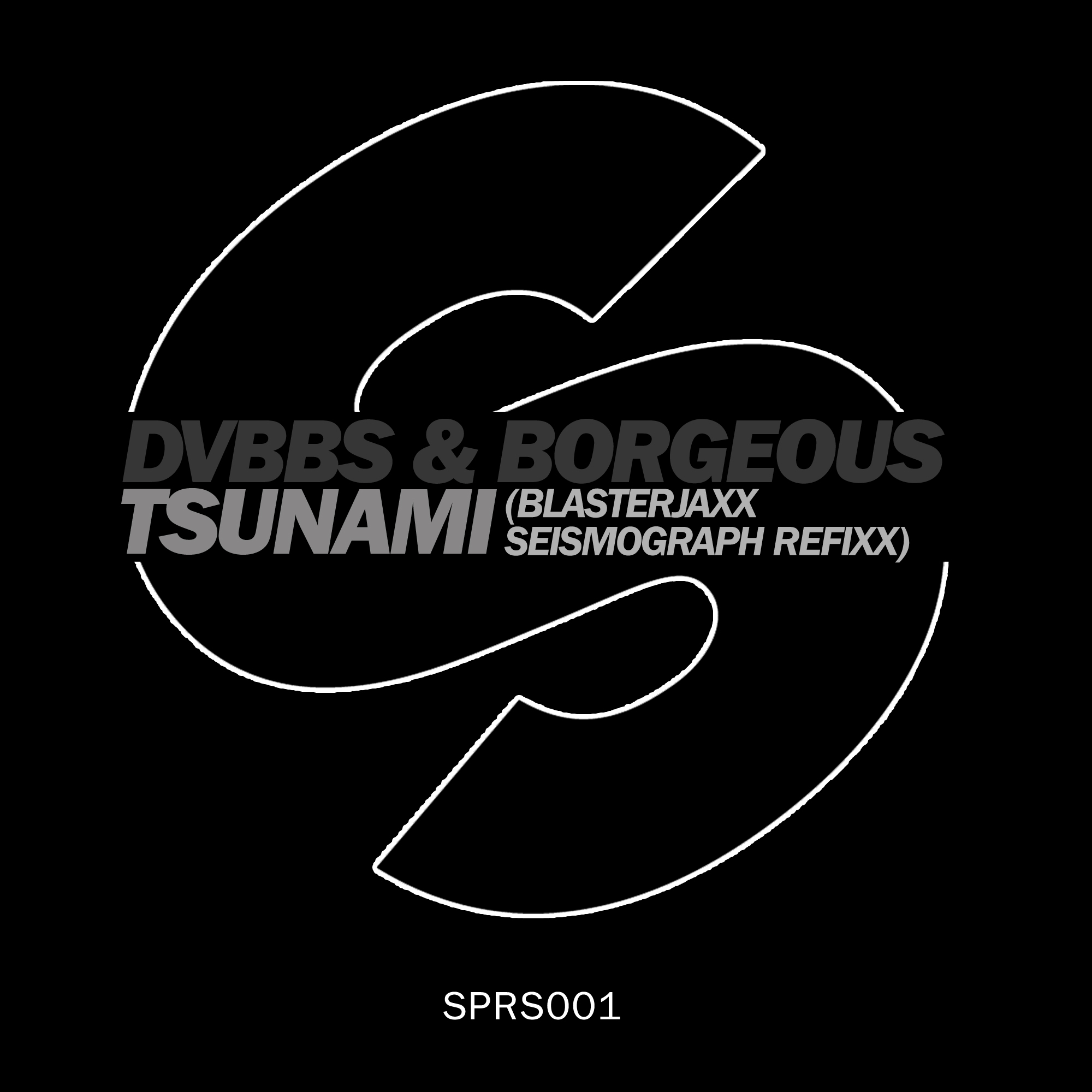
Single-Cover des „Blasterjaxx Seismograph Remix“

Im Februar 2014 gab das Trio erstmals die Zusammenarbeit mit dem US-amerikanischen Rapper Tyga bekannt. Kurze Zeit später gelang dann eine zweite Vocal-Version des Liedes ins Internet. Hierbei wurde jeweils ein Rap-Part von Tyga auf den Drop gelegt. Die Lead blieb Instrumental, außer kurze Drop-Shouts von Tyga. Die Version erhielt starke positive Kritik. Ob ein Single-Release stattfinden wird, wurde bisher noch nicht bekannt gegeben. Auch im Internet wurde es nicht offiziell veröffentlicht, außer durch ein YouTube-Upload von Tyga selbst am 4. März 2014 mit einer Dauer von 3 Minuten und 46 Sekunden. Es erschien dort unter dem Titel „Tyga DVBBS + Borgeous - Tsunami (Remix)“. Nach einem Jahr zählte es über eine Million Aufrufe.

## Blasterjaxx-Version
Eine weitere Einzel-Veröffentlichung fand mit einer Version des niederländischen DJ-Duo Blasterjaxx statt. Diese erschien als „Blasterjaxx Seismograph Refixx“. Dahinter verbirgt sich ein Prequel beziehungsweise Sequel. Dies wird durch den Zusammenhang zwischen der eigentlichen Bedeutung einer Tsunami und der Verwendung eines Seismographen deutlich. Mit einem Refixx ist lediglich eine Überarbeitung gemeint und kein Remix. Die Tsunami-Shouts wurden hierbei durch deutlich tiefere und ruhigere Seismograph-Shouts ausgetauscht und der gesamte Break melodisch verändert. Die Melodie im Drop bleibt gleich, die Synthes hingegen agieren anders. Diese Version entwickelte sich zu dem erfolgreichsten offiziellen Remix. Die Länge entspricht 4 Minuten und 13 Sekunden.

## Weitere Remixe und Versionen
Zu Tsunami erschienen etliche Remixe und Bootlegs, sowohl offiziell als auch inoffiziell. Insbesondere in dem Internetportal YouTube erschienen viele Neuinterpretationen. Da der Track vor Bekanntgabe der Interpreten unter anderem Martin Garrix und Blasterjaxx zugeordnet wurde, erschienen unter ihrem Namen erste Remakes, darunter von Levito. Der Bootleg des französischen Produzenten Merzo wurde lediglich ein einziges Mal in einem Podcast verwendet. Die Remixe der verschiedenen Künstler unterscheiden sich sehr in ihrem Stil und Genre. Der des DJs Jay Cosmic beispielsweise entspricht dem Hardstyle, Wayne & Woods' hingegen viel mehr dem Musikstil Trap. Ahzee beispielsweise versehnte Tsunami mit ähnlichen Synth wie Martin Garrix bei Animals verwendete.
| #   | Version / Remix (Auswahl)          | Länge |
| --- | ---------------------------------- | ----- |
| 1.  | Radio Edit                         | 3:09  |
| 2.  | Original Mix                       | 3:56  |
| 3.  | Tinie Tempah Version               | 2:39  |
| 4.  | Tyga Version                       | 3:46  |
| 5.  | Blasterjaxx Refixx                 | 4:13  |
| 6.  | LNY TNZ Remix                      | 4:04  |
| 7.  | Jay Cosmic Remix                   | 3:27  |
| 8.  | Merzo Bootleg                      | 4:06  |
| 9.  | Ahzee Remix                        | 4:20  |
| 10. | Levito Edit                        | 4:25  |
| 11. | SmithAgentSmith Twerk Remix        | 3:55  |
| 12. | Stephan Jacobs Remix               | 4:51  |
| 13. | Wayne & Woods Trapleg              | 4:41  |
| 14. | Frankie Sanchez Bootleg            | 3:08  |
| 15. | Code Black Bootleg                 | 2:14  |
| 16. | Onderkoffer Orchestral Intro Remix | 4:25  |
| 17. | Lookas & HLTR$KLTR Trap Remix      | 3:38  |
| 18. | Friction Remix                     | 4:09  |
| 19. | All About She Remix                | 3:34  |
| 20. | Tapesh Remix                       | 5:36  |
| 21. | Bill & Will Remix                  | 5:19  |
| 22. | LooKas & HLTR$KLTR Remix           | 3:39  |